# Тоскански архипелаг
Тосканският архипелаг (на италиански: Arcipelago toscano) е група острови в Италия, в регион Тоскана. Архипелагът се състои от седем големи, няколко малки острова и много на брой малки скали.

## География
Островите се намират между френския остров Корсика и тосканския бряг. Архипелагът разделя лигурското море на север от тиренското море на юг.
Седемте най-големи острови са:
- Елба (Elba): Главният остров и третият по големина в Италия (223 км²), се разделя на 8 общини, и населението е 30 000 души. Главният център е Портоферайо.
- Джильо (Giglio)
- Капрая (Capraia)
- Пианоза (Pianosa)
- Монтекристо (Montecristo)
- Горгона (Gorgona)
- Джанутри (Giannutri)

Всички острови са с високи и насечени брегове, с малки плажове и много скали, с изключение на Пианоза, който е изцяло равнинен и с песъчливи брегове.
Малките острови са:
- Палмайола (Palmaiola)
- Черболи (Cerboli)
- група „Формике ди Гросето“ (Formiche di Grosseto)

## История
В римската история тези острови често са използвани като място за заточение. Изпратените на островите нерядко са убивани по заповед на императора. На тях са умрели Агрипина Старша, внукът на Октавиан Август – Агрипа Постум и много други.

## Население
Населението на архипелага е около 33 000 души, обаче само три острова са населени (Елба, Капрая и Джилио). На остров Горгона се намира затвор. Слизането на Горгона, Монтекристо и Пианоза е забранено.

## Политика
Островите са администрирани от провинция Ливорно, с изключение на Джилио, Джанутри и групата „Формике ди Гросето“, които се управляват от провинция Гросето.
Архипелагът е защитена територия, с името „Национален Парк Тоскански Архипелаг“ (Parco Nazionale Arcipelago Toscano)

## Снимки
- Плаж Л'Енфола, Елба
- Плаж Скалиери, Елба
- Плаж Джована, Пианоза
- Капрая, селище
- Монтекристо
- Домът на Наполеон в Портоферайо, Елба.
- Плаж Канеле, Джилио
- Бряг в Джанутри
- Горгона от морето
- Дворецът Спекола в Пианоза
- Вила Сан Мартино, Портоферайо
- Село Каполивери, Елба